# Chrysiptera parasema
 Chrysiptera parasema és una espècie de peix de la família dels pomacèntrids i de l'ordre dels perciformes.

## Morfologia
Els mascles poden assolir els 7 cm de longitud total.

## Distribució geogràfica
Es troba a Salomó, nord de Papua Nova Guinea, les Filipines i les Illes Ryukyu.